# Atemptat del restaurant El Descanso
L'atemptat del restaurant "El Descanso", situat al quilòmetre 14,200 de la carretera Madrid-Barcelona (N-II), va ser un atemptat terrorista realitzat el 12 d'abril de 1985, que va provocar 18 morts. Es considera el primer atemptat islamista realitzat a Espanya amb morts. L'aleshores ministre de l'interior, José Barrionuevo Peña, va indicar que l'atemptat podria haver estat obra del grup Gihad Islàmic (Guerra Santa).
En el moment en què es va produir l'atemptat, aquest fou el més letal mai patit a Espanya, superat només dos anys després per l'atemptat de l'Hipercor realitzat per ETA a Barcelona, i que va provocar 20 morts. El principal sospitós de l'acció a El Descanso, Mustafá Setmarian, podria haver estat connectat, d'alguna manera, amb el grup terrorista que va perpetrar l'atemptat de Madrid de 2004.